# Sagra femorata
A Sagra femorata a rovarok (Insecta) osztályának a bogarak (Coleoptera) rendjébe, ezen belül a mindenevő bogarak (Polyphaga) alrendjébe és a levélbogárfélék (Chrysomelidae) családjába tartozó faj.

## Előfordulása
A Sagra femorata előfordulási területe India, Jáva, Kambodzsa, Kína, Laosz, Mianmar, Srí Lanka, Thaiföld és Vietnám erdői.

## Megjelenése
Ez a trópusi bogár elérheti a 20 milliméteres hosszt is. A fajon belül jelentős a nemi kétalakúság; hiszen a hím jóval nagyobb a nősténynél, továbbá hosszú békaszerű hátsó lábai vannak. Ezek a nagy hátsólábak segítenek a hímnek küzdeni vetélytársaival a szaporodási időszak alatt. A színezete változatos lehet, azonban általában fémesen kékeszöld.

## Fordítás
- Ez a szócikk részben vagy egészben  a   Sagra femorata című angol Wikipédia-szócikk ezen változatának fordításán alapul.  Az eredeti cikk szerkesztőit annak laptörténete sorolja fel. Ez a jelzés csupán a megfogalmazás eredetét és a szerzői jogokat jelzi, nem szolgál a cikkben szereplő információk forrásmegjelöléseként.